# Prins Fredrik Wilhelm (1702)
Prins Fredrik Wilhelm var ett svenskt linjeskepp bestyckat med 50 kanoner som erövrats vid Windau i Kurland 1702. Skeppet hade sitt namn efter hertigen av Kurland Fredrik Wilhelm Kettler. Det sjönk 1712 vid Kalsholmen i Karlskrona efter en explosion på nyårsafton. Vraket identifierades 2018.